# Обележена
Обележена (енгл. Marked Woman) је амерички криминалистички филм из 1937. године, са Бети Дејвис у главној улози. Она глуми жену која се супротставила једном од највећих њујоршких мафијаша. За ову изведбу награђена је Волпи пехаром на Филмском фестивалу у Венецији.

## Улоге
| Глумац        | Улога         |
| ------------- | ------------- |
| Бети Дејвис   | Мери Двајт    |
| Хамфри Богарт | Дејвид Грејем |
| Лола Лејн     | Дороти        |
| Изабел Џул    | Еми           |
| Џејн Брајан   | Бети          |